# Lavaux
Lavaux [lavó] je vinařská oblast rozkládající se ve švýcarském kantonu Vaud, na severním pobřeží Ženevského jezera. Od roku 2007 jsou zdejší terasovitě upravené svahy součástí světového kulturního dědictví UNESCO.

## Poloha
Vinařská oblast je přibližně vymezena městy Lausanne na západě a Vevey na východě; plocha vinic dosahuje výměry 805 hektarů. Terasovitá pole na slunných jižních svazích tu začala vznikat ve 12. století, kdy byla tato oblast pod kontrolou benediktinských a cisterciáckých klášterů, nicméně víno se zde pěstovalo již v období starověkého Říma.
Lavaux sousedí na západě s vinařskou oblastí La Côte a na východě s vinařskou oblastí Chablais. Nejproslulejšími lokalitami (tzv. „Grand Cru“) v oblasti Lavaux jsou Calamin a Dézaley.

## Sídla
Lavaux zahrnuje 10 obcí v okresech Lavaux-Oron a Riviera-Pays-d’Enhaut:
| - Bourg-en-Lavaux - Cully - Epesses - Grandvaux - Riex - Villette - Chardonne - Chexbres | - Corseaux - Corsier-sur-Vevey - Jongny - Lutry - Puidoux - Rivaz - Saint-Saphorin |

## Ochrana
Díky lidové iniciativě ekologa Franze Webera je Lavaux od roku 1977 chráněno ústavou kantonu Vaud. Příslušný článek byl v roce 2002 zrušen a po vítězství další lidové iniciativy v roce 2005 byl do ústavy znovu zařazen.
V prosinci 2005 navrhl švýcarský Spolkový úřad pro kulturu zápis Lavaux na seznam světového dědictví UNESCO. Ve zprávě, zveřejněné v květnu 2007, doporučila Mezinárodní rada památek a sídel, dílčí organizace UNESCO, výboru UNESCO zapsat Lavaux na seznam poté, co zástupce organizace navštívil oblast v srpnu 2006. 28. června 2007 byl zápis schválen pod názvem Vinné terasy Lavaux s výhledem na jezero a Alpy.

## Ochranné označení původu
Zdejší vína jsou zahrnuty do programu Appellations d’origine contrôlée (AOC, ochranného označení původu zboží ve Francii a Švýcarsku) s registrovanými označeními Lutry, Villette, Epesse, Calamin Grand Cru, Dézaley Grand Cru, St-Saphorin, Chardonne a Vevey-Montreux. Pěstují se zde mimo jiné odrůdy Chrupka bílá, Chardonnay, Rulandské bílé, Gamay a Rulandské modré.

## Fotogalerie

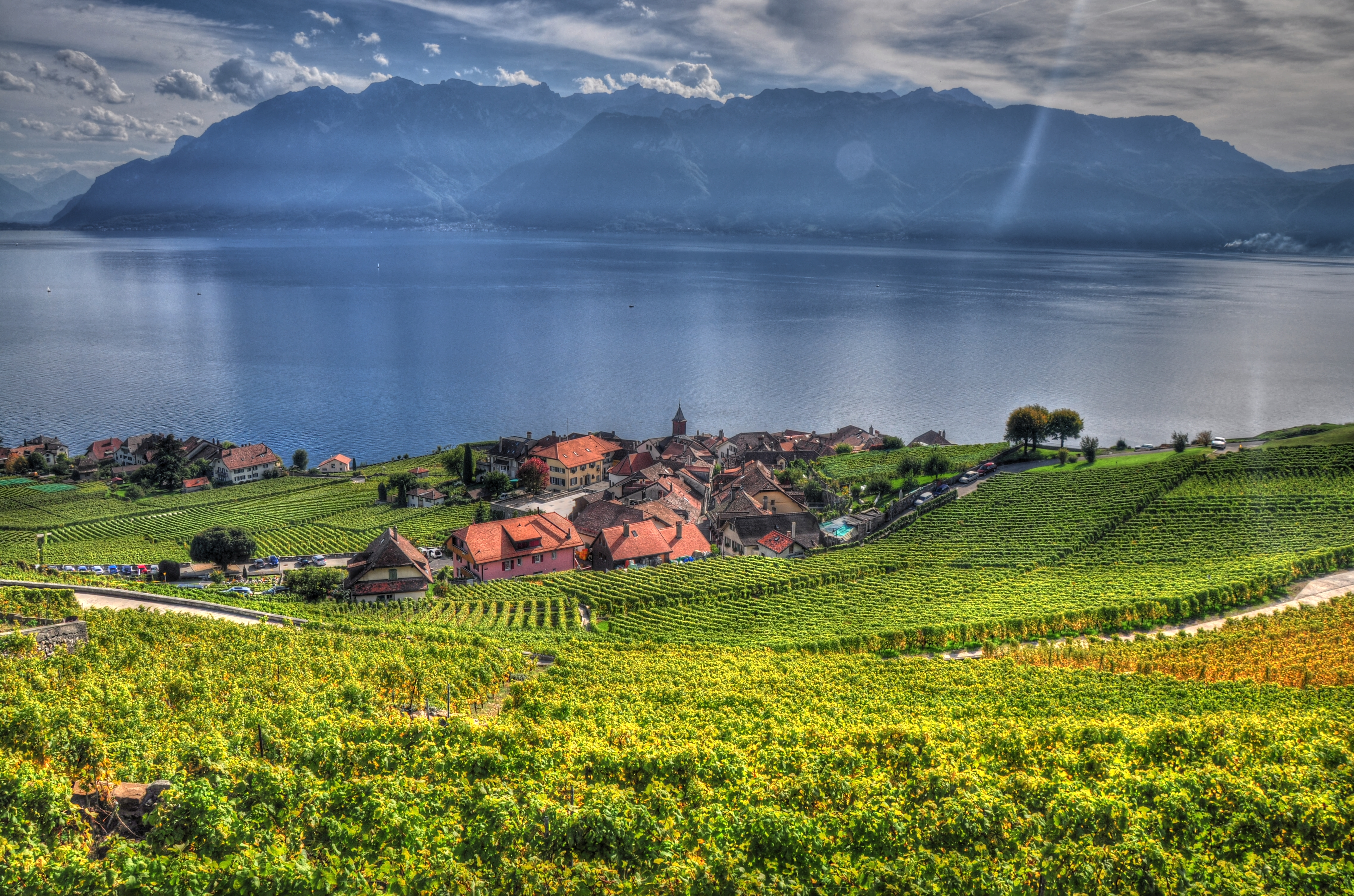
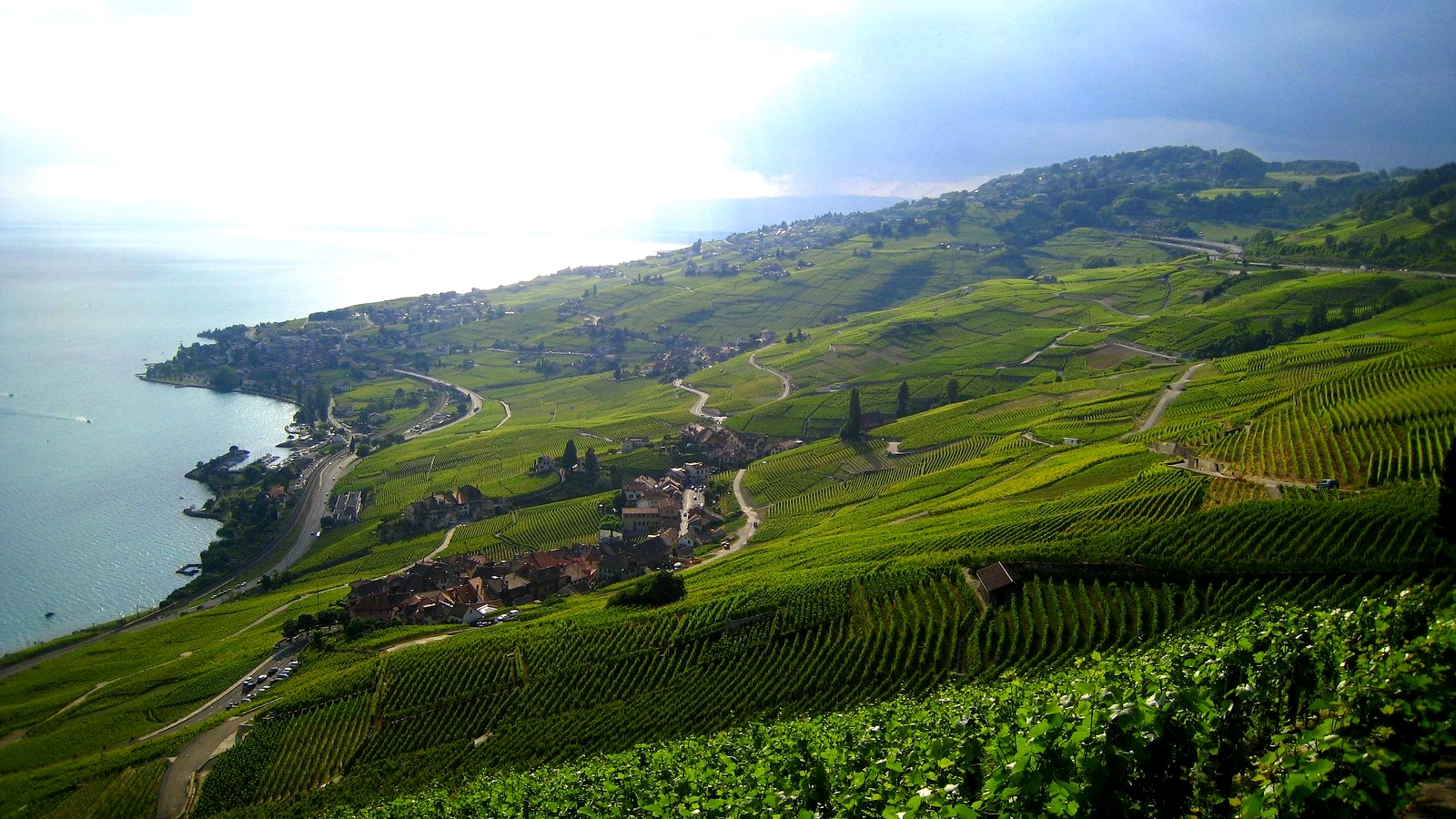
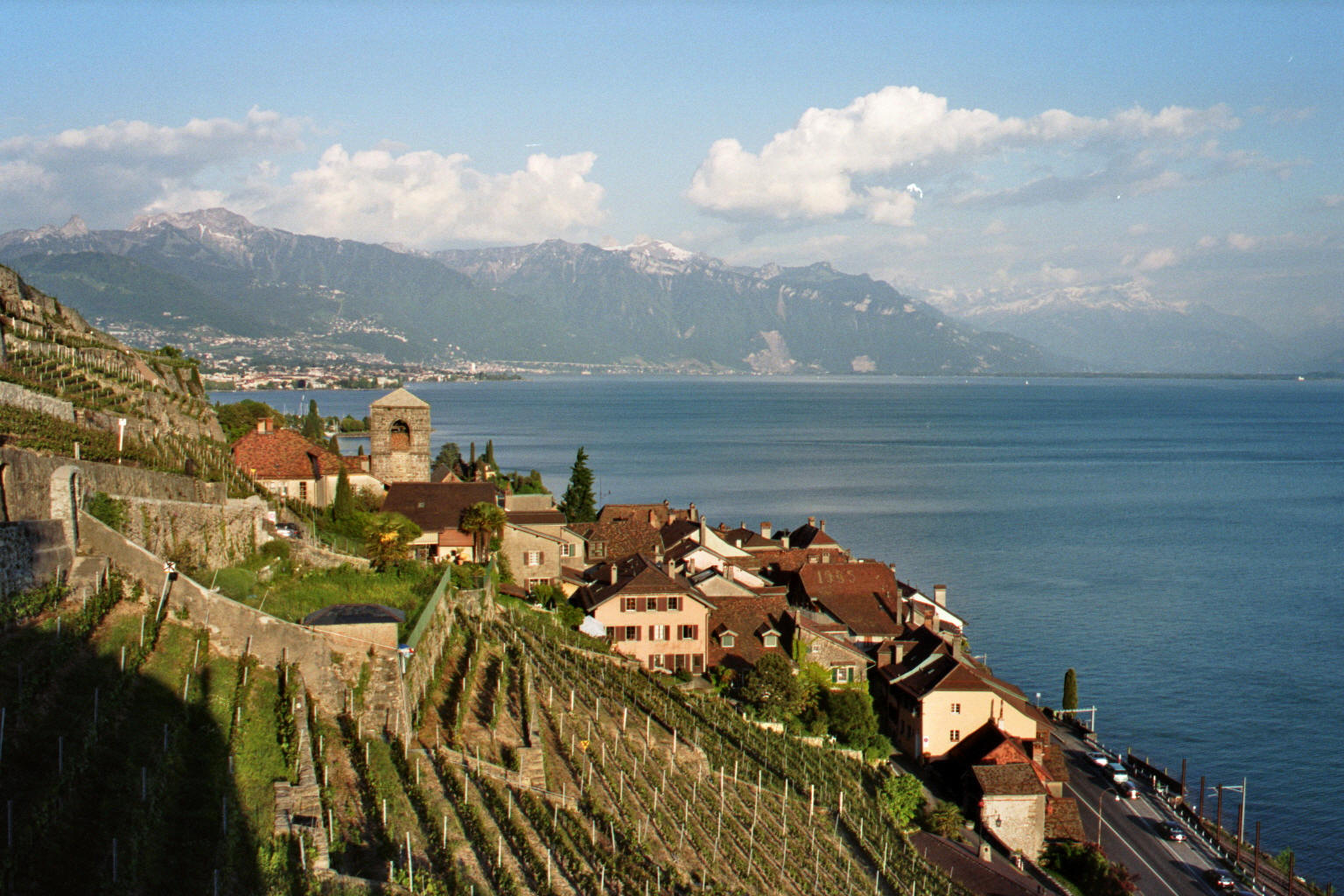
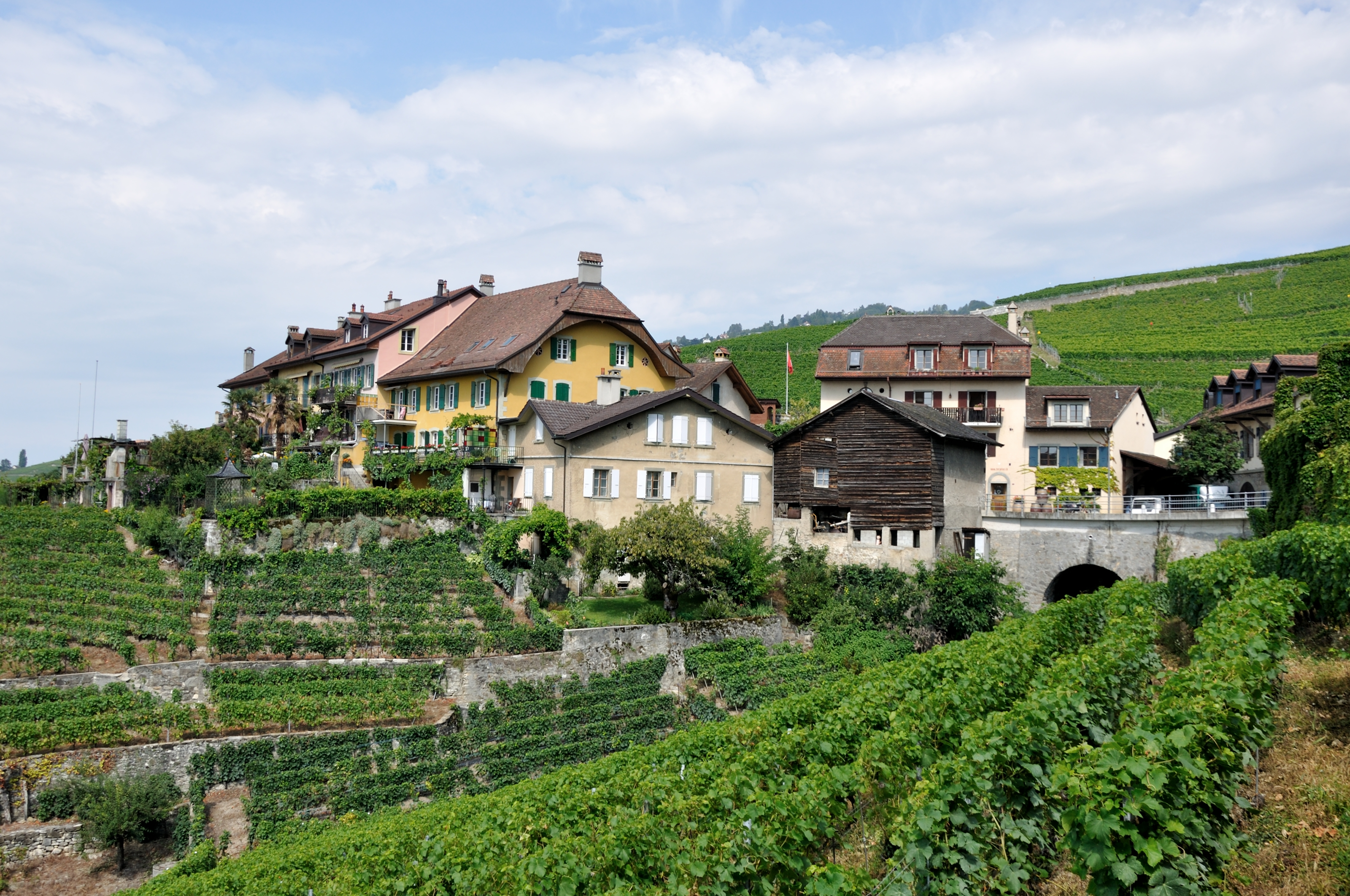